# فرنسيس نافارو
فرنسيس نافارو (بالإسبانية: Fanny Navarro)‏ هي ممثلة أرجنتينية، ولدت في 1 يونيو 1920 ببوينس آيرس في الأرجنتين، وتوفيت بنفس المكان في 18 مارس 1971.

## وصلات خارجية
- فرنسيس نافارو على موقع IMDb (الإنجليزية)
- فرنسيس نافارو على موقع قاعدة بيانات الفيلم (الإنجليزية)